# Burg Mühlberg (Pfalz)
Die Burg Mühlberg ist eine abgegangene Höhenburg auf dem gleichnamigen Berg beim Ort Imsweiler in Rheinland-Pfalz. Von der einstigen Burganlage sind nur spärlich umherliegende Sandsteinbrocken vorhanden. 

## Geschichte
Erwähnt wird eine Burg auf dem Berg in einer Urkunde von 1242, als Werner von Bolanden den Berg und den Ort zu Lehen erhielt.

## Anlage
Auf dem Burgberg sind nurmehr umherliegende teilweise bearbeitete Steine zum großen Teil aus Buntsandstein zu finden. In einer Landkarte von 1998 ist die Stelle lediglich als trigonometrischer Bodenpunkt verzeichnet. Das Gelände ist stark von Pflanzenwuchs überwuchert. Daher geht man davon aus, dass es sich um eine Holzburg gehandelt haben muss, welches aber ohne archäologischen Grabungen auf dem Burgberg nicht sicher gesagt werden kann.